# تپه چالاب ۲
تپه چالاب ۲ مربوط به دوران پیش از تاریخ ایران باستان است و در شهرستان ایلام، ۶ کیلومتری شمال شرقی تنگه قوچعلی واقع شده و این اثر در تاریخ ۱۴ مرداد ۱۳۸۲ با شمارهٔ ثبت ۹۵۴۳ به‌عنوان یکی از آثار ملی ایران به ثبت رسیده است.